# Ellen Albertini Dow
Ellen Albertini Dow Rose (ur. 16 listopada 1913 w Mount Carmel, w stanie Pensylwania, zm. 4 maja 2015 w Los Angeles) – amerykańska aktorka.
Dow była najmłodsza z siedmiorga rodzeństwa. Od piątego roku życia uczyła się tańca i gry na pianinie, dzięki czemu w przyszłości, mieszkając w Nowym Jorku mogła pracować występując jako tancerka u boku Marthy Graham oraz Hany Holm. Uczyła się również pantomimy u Jacques’a LeCoq’a i Marcela Marceau’a. Jako aktorka filmowa i serialowa debiutowała w 1985 roku mając 71 lata. Znana była z ról rezolutnych starszych pań. Wystąpiła w blisko 100 produkcjach filmowych i serialowych w tym między innymi takich filmach jak Od wesela do wesela, Ostra jazda, Patch Adams, Zakonnica w przebraniu oraz Zakonnica w przebraniu 2: Powrót do habitu, a także serialach telewizyjnych Hannah Montana, Sabrina, nastoletnia czarownica, Hoży doktorzy oraz Sześć stóp pod ziemią.